# Dalida chante le 7ème Art
Dalida chante le 7ème Art, anche conosciuta come Parlez-moi d'amour, è una raccolta postuma della cantante italo-francese Dalida, pubblicata il 3 giugno 2003 da Universal Music France.
Si tratta del terzo ed ultimo CD estratto dal cofanetto L'Original - 15 ans déjà..., creato per i quindici anni dalla scomparsa dell’artista, corrispondente al disco numero tre del box.
L'album raccoglie ventiquattro brani interpretati dalla cantante tratti dalle colonne sonore di altrettanti film (in alcuni dei quali partecipò la stessa Dalida).

## Tracce
1. Parle plus bas (dal film Le parrain, in italiano Il padrino)
2. Femme (dal film Les temps modernes, in italiano Tempi moderni)
3. Ton prénom dans mon cœur (dal film Jeux interdits, in italiano Giochi proibiti)
4. La danse de Zorba (dal film Zorba le Grec, in italiano Zorba il greco)
5. Le clan des siciliens (dal film Le clan des siciliens, in italiano Il clan dei siciliani)
6. Les enfants du Pirée (dal film Jamais le dimanche, in italiano Mai di domenica)
7. Come prima (Tu me donnes) (dal film Un air de famille)
8. Histoire d'un amour (dal film Gazon maudit)
9. Salma ya salama (dal film Pédale douce)
10. Fini, la comédie (dal film La triche)
11. Eux (dal film L'inconnue de Hong Kong [con Dalida])
12. Inconnu mon amour (dal film Rapt au 2ème bureau)
13. C'est mieux comme ça (dal film Le parrain II, in italiano Il padrino - Parte II)
14. Pars (dal film Samson et Dalila)
15. La chanson d'Orphée (dal film Orfeo Négro)
16. J'aurais voulu danser (dal film My fair lady)
17. Amo l'amore (dal film Io ti amo [con Dalida])
18. Parlez-moi d'amour (dal film omonimo, in italiano Che femmina!! e... che dollari! [con Dalida])
19. Quand tu dors près de moi (dal film Aimez-vous Brahms?)
20. Madona (dal film Les amants du Tage)
21. C'est irréparable (dal film Talons aiguilles)
22. Darla dirladada (dal film C'est la vie)
23. Le sixième jour (dal film Le sixième jour [con Dalida])
24. Le jour le plus long (dal film omonimo, in italiano Il giorno più lungo)